# 비트박스

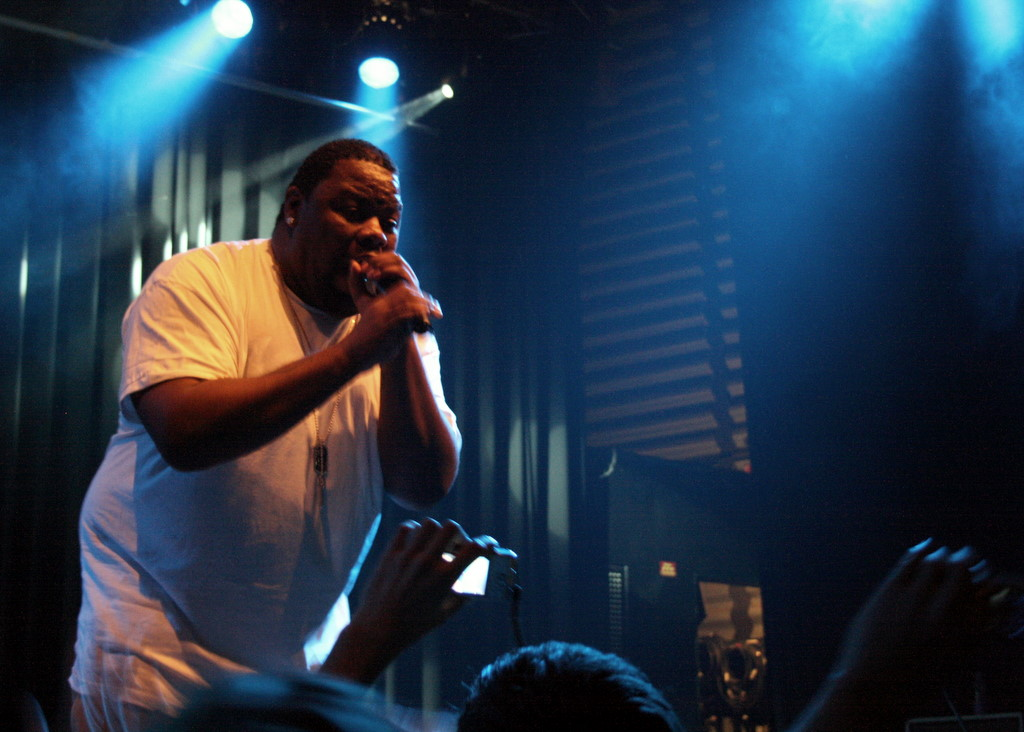

비트박스(Beatbox)란 사람의 입으로 여러 가지 소리를 따라하여 일종의 흉내이다. 다양한 종류의 비트박스가 있으며 목의 울림을 이용하는 소리도 있다. 기본기로 킥 하이엣 스네어 등이 있다.

## 기원
비트박스와 비슷한 기법들이 19세기 이래로 초창기 시골 음악, 종교곡, 블루스, 래그타임, 보드빌, 호쿰 등 다양한 미국 음악 장르에 채용되어왔다.

### 현대의 비트박스
인터넷은 현대의 비트박스의 보급의 중요한 일부가 되었다.

## 세계 기록
기네스 세계 기록에 따르면 현재의 인간의 최대 비트박스 앙상블은 Booking.com의 직원들이었다. 4,659명이 참가했으며 네덜란드 암스테르담에서 2013년 12월 10일 RAI 암스테르담에서 비트박서들과 함께 달성했다.

## 관련 음반
- 마이클 윈즐로 - 폴리스 아카데미 (영화) (1984)
- 바닐라 아이스 - Havin' a Roni - To the Extreme (1990)
- 비요크 - Medúlla (2004)

## 같이 보기
- 스캣